# Karl Zander
Karl Zander (* 10. September 1891 in Berlin; † 4. April 1950) war ein deutscher Schauspieler, Rezitator und Komponist.

## Leben
Zander wurde 1891 als Carl Walter Zander in Berlin-Moabit geboren. Seine Mutter war die unverheiratete Putzmacherin Emma Elisabeth Zander (* 1861 Berlin). Er erhielt seine Schauspielerausbildung bei Adolph L’Arronge und Emanuel Reicher in Berlin. Bei Max Grube am Hoftheater zu Meiningen bildete er sich zum Charakterdarsteller fort. Max Reinhardt holte ihn aus Frankfurt am Main nach Berlin zum Deutschen Theater. Während des Ersten Weltkrieges war er Soldat und wurde in Amerika interniert. Zander kehrte erst 1921 nach Berlin zurück und nahm seine Tätigkeit am Deutschen Theater wieder auf. Im Mai 1937 wurde er Mitglied der NSDAP (Mitgliedsnummer 4.829.349).
Zander textete und komponierte Unterhaltungsmusik, so den Tango Sei mir ein bißchen gut! (1930) oder den Walzer Vergißmeinnicht (1932).
Er wirkte als Sprecher für Schallplatten u. a. bei Homocord, Parlophon und Artiphon. Die Inhalte waren oft deutschnational und frankreichfeindlich, wie zum Beispiel bei „Auswanderer“ und „Fremdenlegionär“. 
Im Jahr 1935 führte er Regie bei dem Kurzspielfilm der UFA „Postlagernd XYZ“ mit Harald Paulsen und Mady Rahl.
Karl Zander nutzte die Pseudonyme Hans Joachim Baumgart, Billy Berndt, Dr. Kurt Bessel, Julius Eckert, José Tavéra und Hans Wolfgang.

## Schallplattenaufnahmen (Auswahl)
- Parlophon P.9357 (20 953, 20 954) Komponisten im Himmel, 1. und 2. Teil (o. Verf.Angabe): Karl Zander, mit Orchester und Gesang.
- Orchestrola 2044 (A 8188)(1127) Der Auswanderer. Deklamation (Dr. Kurt Bessel, Musik: Hans Schlager), 1. Teil, und (A 8189)(1128) dto., 2. Teil
- Beka B.6267 (34 384, 34 385) Der Fremdenlegionär. Deklamation (Herbert Mestrum, Musik: Robert Simon), 1. und 2. Teil.
- Beka B.6964 (38 264, 38 265) Rheinlandsbefreiungsfeier. Deklamation mit Chor und Orchester (Curt Bessel, Leitung: Kapellmeister W. Sieber), 1. und 2. Teil.
- Odeon O-4932 (Be 8353 / 8354) “Weihnachten in der Fremde” I u. II. Teil.(Dr. K. Bessel – Richard Tauber)
- Odeon O-11 853 (Be 10 333 / 10 334) "Der Sieg der deutschen Nation" I. u. II. Teil. Musikzug der SS-Standarte 42, Dirigent: Musikzugführer Alexander Heinz Flessburg, Sprecher: "Kurt Bessel".
- Telefunken E 1251 (mx. F 30 001 / 30 000) "Erzengel Gabriel" (arr. K. Bessel) I u. II. Teil : Aufnahme mit dem Staats- und Domchor, Leitung Hugo Rüdel und Streichorchester in der Auenkirche, Berlin
- Tri-Ergon T.E. 1121 (mx. 01124) 1. Seite "Die Königspalme" (Hans May – Hans Pflanzer), (mx. 01125) 2. Seite "Der Traum von Sanssouci" (Burn Lyons)(Melodramen: Ansprache (Trost) für deutsche Soldaten als Opfer des Ersten Weltkrieges ) 03.1928
- Tri-Ergon T.E. 5756 (mx. 03102) Nord und Süd im Hofbräuhaus (Weiß) mit Weiß Ferdl
- Electrola E.G.1273 (mx. BL 5149 / 5150) Hafenkaschemme (Harry Waldau)
- Grammophon  1927 B 46033 "Auf dem Rummelplatz" (Harry Waldau) Karl Zander mit Ensemble; B 46032 "Zum Geburtstage" Karl Zander mit Ensemble
- Adler Electro 5059 "Weihnachten" (6036), Karl Zander unter Mitwirkung des Beethoven-Chores und des Frauenchores des M.G.V. Berlin mit Orchester und Kirchenglocken; "Weihnachtsbescheerung in der Familie" (6033), Sprachszene von K. Bessel, Vortrag: Karl-Zander-Vereinigung

## Hörbeispiele
- YouTube Schiffe, die sich nachts begegnen. Tango und Lied (Ralph Benatzky) Vortragskünstler Karl Zander mit Orchesterbegleitung. Adler Elektro Nr. 5178 (Matr. 6327) - Berlin 1929
- YouTube "Lach' Clown, lach'!" - Lied von Ted Fiorito. Deutscher Text von Fred Barny. Vortragskünstler Karl Zander mit Orchesterbegleitung. Adler Elektro Nr. 5178 (Matr. 6328) - Berlin 1929
- YouTube Der Hauptmann von Köpenick. Hörspiel. Karl-Zander-Vereinigung. Odeon O-11 450 a (Be 9433), aufgen. 1931